# Митрофановка
Митрофановка (на руски: Митрофановка) е село в Кантемировски район на Воронежка област на Русия.
Административен център на селището от селски тип Митрофановское.

## География
Селото се намира в южната част на Воронежка област, на 37 km от районния център Кантемировка.

## История
Митрофановка възниква в края на 18 век. По документи от 1816 г., тогава селото е принадлежало на помешчика И. Д. Чертков. Преди отмяната на крепостното право, в Митрофановка има 42 къщи и 435 жители. Селото се развива и застроява бързо във връзка с прокарването на железопътната линия. През 1894 г. в селото се отбива за кратък престой писателя Лев Толстой. За това събитие се споменава в мемориална дъска, сложена на сградата на железопътната гара. През 1898 г. възниква енорийско училище, в което се обучават 65 ученика.
През 1905 г. в селото има 546 къщи и 3150 жители, две училища със 185 ученика, мелница, фабрика за дестилиране. Към железопътната станция има пощенски клон.
В началото на 1918 г. в селото е установена съветска власт.
През 1936 г. в Митрофановка живеят над 2 хиляди души, има машинно-тракторна станция (МТС), тракторна работилница, ковачница, печатница, фабрика за производство на масло. В селото има две училища, две библиотеки, клуб с кино-прожектор, амбулатория, родилно отделение, баня, три магазина, пощенски клон, издава се районния вестник „Колхозно строителство“ (по това време Митрофановка е районен център).
През 1995 г. в Митрофановка има 2736 къщи и 6872 жители, двуетажно здание на селската администрация, в селото се намира разположена централното стопанство на колхоза „Разсвет“. През 1975 г., близо до училището, е открит краеведски музей.
Митрофановка е едно от големите села на Кантемировски район. По данни от 2014 г. в селото живеят над 6 хиляди души. На 12 януари 2011 г. средното училище на селото, открито през 1922 г., е преместено в нова сграда. Преоформен е и централния парк – сложени са фонтан и концертна площадка.
В селото има съвременна поликлиника, открита през ноември 2015 г.

## Население
| 1905 | 1926 | 1959 | 1995 | 2010 | 2012 |
| ---- | ---- | ---- | ---- | ---- | ---- |
| 3150 | 938  | 3744 | 6872 | 5395 | 6199 |